# Dan Berglund
Dan Berglund (Sigtuna, 5 maggio 1963) è un contrabbassista jazz svedese.

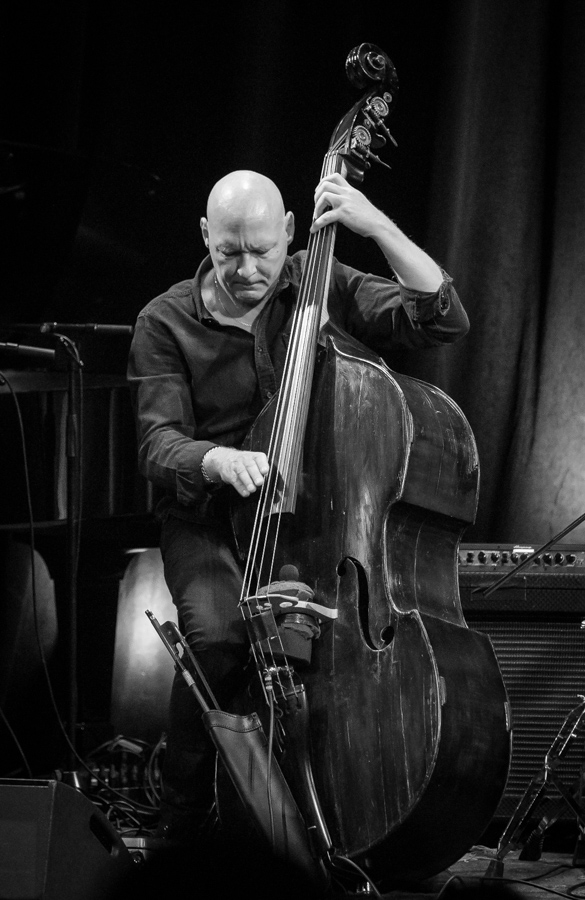
Tonbruket (2017)

Ricordato come il contrabbassista degli E.S.T. (1993 - 2008), ha suonato per un periodo, fino al 1994, con i Jazz Furniture, uno dei gruppi jazz più importanti in Svezia. In quel periodo ha, inoltre, suonato ed inciso, tra gli altri, con Lina Nyberg (fu proprio in uno dei suoi tour dove incontrò per la prima volta Esbjörn Svensson).
Nel 2009 ha fondato i Tonbruket, che comprende Johan Lindström (chitarra, tastiere), Martin Hederos (piano, fisarmonica, violino, tastiere) e Andreas Werliin (batteria, percussioni), musicisti che non provengono dalla scena jazz. L'album di debutto della band del 2009 è stato premiato con uno Swedish Grammy.
Nel 2016 assieme al pianista Bugge Wesseltoft e a Magnus Öström, batterista e già componente degli E.S.T. forma un trio che prende il nome di Rymden (in svedese significa "spazio"). Musicalmente, le influenze del modern jazz sono state mescolate con musica classica come Johann Sebastian Bach così come musica da film e rock. Ci sono anche influenze della musica folclorica scandinava.

## Discografia

### Con gli E.S.T.
- When Everyone Has Gone (1993) Dragon
- E.S.T. Live '95 (1995) ACT
- E.S.T. plays Monk (1996) Diesel Music
- Winter in Venice (1997) Diesel Music
- From Gagarin's Point of View (1999) ACT
- Good Morning Susie Soho (2000) ACT
- Somewhere Else Before (2001) ACT
- Strange Place for Snow (2002) ACT
- Seven Days of Falling (2003) Super Studio Gul
- Viaticum (2005)  SpamBooLimbo
- E.S.T. live in Berlin (contenuto nel Viaticum- Platinum Edition) (2005)  ACT
- Tuesday Wonderland (2006) ACT
- E.S.T. Live in Hamburg (2007) ACT
- Leucocyte (2008) ACT
- Retrospective - The Very Best of E.S.T. (2009) ACT
- 301 (2012) ACT
- E.S.T. Symphony (2016) ACT
- E.S.T. Live in London (2018), ACT, registrato nel 2005
- E.S.T. Live in Gothenburg (2019), ACT, registrato nel 2001

### Con i Tonbruket
- 2009: Dan Berglund's Tonbruket (ACT Music)
- 2010: Dig It to the End (ACT Music) (awarded Gyllene Skivan 2011)
- 2013: Nubium Swimtrip (ACT Music)
- 2016: Forevergreens (ACT Music)
- 2018: Live Salvation (ACT Music) (Recorded live in Stuttgart, November 17, 2016)

### Con i Rymden
- Reflections & Odysseys (2019), Jazzland Recordings
- Space Sailors (2020), Jazzland Recordings

### DVD
- Live in Stockholm (2003) ACT

### Altro
- City sounds - con la Fredrik Norén Band (1992)
- Jazz Furniture - con i Jazz Furniture (1994)
- When the Smile shines through - con Lina Nyberg (1994)
- Alla mina kompisar - con Per Texas Johansson (1998)
- Melos - con Peter Asplund (1999)